# Châteauneuf-Grasse
Châteauneuf-Grasse é uma comuna francesa na região administrativa da Provença-Alpes-Costa Azul, no departamento Alpes Marítimos. Estende-se por uma área de 8,95 km², com 3 033 habitantes, segundo os censos de 2004, com uma densidade de 331 hab/km².